# Northern Premier League Premier Division
Northern Premier League Premier Division är den högsta divisionen i den engelska fotbollsligan Northern Premier League och ligger på nivå sju i det engelska ligasystemet. Av sponsorskäl kallas divisionen Evo-Stik League Premier Division.
Northern Premier League grundades 1968 som den nordliga motsvarigheten till Southern Football League och låg då direkt under The Football League. När Alliance Premier League grundades 1979 föll ligan ned en nivå i det engelska ligasystemet, och 2004 föll ligan ned ytterligare en nivå i och med skapandet av divisionerna Conference North och Conference South.
Divisionen ligger på samma nivå som Southern Football League Premier Division Central, Southern Football League Premier Division South och Isthmian League Premier Division.
Den vinnande klubben flyttas upp till National League North tillsammans med vinnaren av ett playoff mellan klubbarna på plats två till fem. Fyra klubbar flyttas ned till Northern Premier League Division One East eller Northern Premier League Division One West, och ersätts av fyra uppflyttade klubbar.
Klubbarna i divisionen deltar i Northern Premier League Challenge Cup.

## Mästare
- 1968/69: Macclesfield Town
- 1969/70: Macclesfield Town
- 1970/71: Wigan Athletic
- 1971/72: Stafford Rangers
- 1972/73: Boston United
- 1973/74: Boston United
- 1974/75: Wigan Athletic
- 1975/76: Runcorn
- 1976/77: Boston United
- 1977/78: Boston United
- 1978/79: Mossley
- 1979/80: Mossley
- 1980/81: Runcorn
- 1981/82: Bangor City
- 1982/83: Gateshead
- 1983/84: Barrow
- 1984/85: Stafford Rangers
- 1985/86: Gateshead
- 1986/87: Macclesfield Town
- 1987/88: Chorley
- 1988/89: Barrow
- 1989/90: Colne Dynamoes
- 1990/91: Witton Albion
- 1991/92: Stalybridge Celtic
- 1992/93: Southport
- 1993/94: Marine
- 1994/95: Marine
- 1995/96: Bamber Bridge
- 1996/97: Leek Town
- 1997/98: Barrow
- 1998/99: Altrincham
- 1999/00: Leigh RMI
- 2000/01: Stalybridge Celtic
- 2001/02: Burton Albion
- 2002/03: Accrington Stanley
- 2003/04: Hucknall Town
- 2004/05: Hyde United
- 2005/06: Blyth Spartans
- 2006/07: Burscough
- 2007/08: Fleetwood Town
- 2008/09: Eastwood Town
- 2009/10: Guiseley
- 2010/11: Halifax Town
- 2011/12: Chester
- 2012/13: North Ferriby United
- 2013/14: Chorley
- 2014/15: United of Manchester
- 2015/16: Darlington 1883
- 2016/17: Blyth Spartans
- 2017/18: Altrincham
- 2018/19: Farsley Celtic